# Helga Wille und die Nicolets
Helga Wille und die Nicolets war ein Gesangsensemble. Es bestand von 1945 bis Anfang der 50er-Jahre.

## Geschichte
Mitglieder des Gesangsensembles waren die Frontfrau Helga Wille sowie Henny Kraus, Gretel Ratajczak und Gisela Hildebrand. Nach dem Tod von Gretel Ratajczak kam noch Helga Kordes hinzu. Zu den großen Hits der Gruppe zählt Mr. Moneymaker, aufgenommen 1949 zusammen mit dem Helmut-Zacharias-Quintett bei Polydor (erschienen bei Amiga). Der Song wurde für den Film Artistenblut (1949) verwendet. Mit Zacharias nahm die Gruppe außerdem Die Spieluhr meiner Mutter auf. Weitere Hits der Gruppe sind Oh, Mr. Crosby, Meine Mama weiß Bescheid und Die Zeit mit Dir (aufgenommen 1948 für den Film Der Apfel ist ab). Das Ensemble hatte in dem DEFA-Film Und wieder 48 mehrere Auftritte. Trotz der musikalischen Qualität der Gruppe ist sie heute weitestgehend in Vergessenheit geraten.